# Lantana (Teksas)
Lantana – jednostka osadnicza w Stanach Zjednoczonych, w stanie Teksas, w hrabstwie Denton.